# مارکوس ساموئل
مارکوس ساموئل (به انگلیسی: Marcus Samuel, 1st Viscount Bearsted) (زاده ۵ نوامبر ۱۸۵۳ - درگذشته ۱۷ ژانویه ۱۹۲۷) بازرگان و کارآفرین بریتانیایی یهودیتبار بود، که در سال ۱۸۹۷ به‌همراه برادرش؛ ساموئل ساموئل شرکت شل را تأسیس کرد. وی یکی از موسسین ابرشرکت رویال داچ شل می‌باشد.
شرکت، بعدها در سال ۱۹۰۷ با شرکت هلندی رویال داچ ادغام شد و کمپانی رویال داچ شل تشکیل گردید. وی در کشور بریتانیا، بنام سر مارکوس ساموئل شناخته می‌شد.